# Zasilacz symetryczny
Zasilacz dający dwa napięcia o przeciwnym znaku, ale o równej wartości bezwzględnej, tzw. symetryczne względem zera.

## Przykład napięć symetrycznych
```
+12V | 0V | -12V
```

## Zastosowanie
Zasilacze symetryczne najczęściej stosowane są do zasilania wzmacniaczy mocy audio, wymagających zarówno napięcia dodatniego jak i ujemnego do wzmocnienia sinusoidalnego sygnału ze źródła.